# Stigma (literă)

Litera grecească Stigma

Stigma (ϛ) este o ligatură a literelor grecești sigma (Σ) & tau (Τ), ce a fost folosită în scrierea limbii grecești din Evul Mediu până în secolul al nouăsprezecelea.